# Homivți, Bobrovîțea
Homivți (în ucraineană Хомівці) este un sat în comuna Rudkivka din raionul Bobrovîțea, regiunea Cernihiv, Ucraina.

## Demografie
Componența lingvistică a localității Homivți
     Ucraineană (100%)
Conform recensământului din 2001, toată populația localității Homivți era vorbitoare de ucraineană (100%).